# Ivana Fišer
Ivana Fišer (Zagreb, 13. lipnja 1905. – Zagreb, 7. rujna 1967.), hrvatska dirigentica.

## Životopis
Rođena i odrasla u Zagrebu, u židovskoj obitelji arhitekta Ignjata Fischera. Prva hrvatska dirigentica i operna šaptačica. Učila violinu na zagrebačkoj srednjoj muzičkoj školi, potom studirala dirigiranje u Frana Lhotke na Muzičkoj akademiji. Usavršavala se 1932. u C. Kraussa i B. Paumgartnera na dirigentskom tečaju Mozarteuma u Salzburgu. Od 1931 do 1934. violinistica u Društvenom orkestru HGZ u Zagrebu, 1933. debitirala ravnajući koncertom Zagrebačke filharmonije te izvedbom Mozartove opere Bastien i Bastienna u zagrebačkoj Operi. Nastupala do 1941., u Zagrebu i Osijeku, 1939/41. vodila komorni orkestar zagrebačkog Crvenog križa. Operna šaptačica u zagrebačkom HNK 1947/65.